# Acacia tristis
Acacia tristis é uma espécie de leguminosa do gênero Acacia, pertencente à família Fabaceae.